# Euterpe espiritosantensis
Euterpe espiritosantensis é uma planta pertencente ao gênero de Euterpe, pertencente à família Arecaceae.

## Taxonomia

### Descrição
A planta Euterpe espiritosantensis foi descrita pela primeira vez no ano de 1989, pelo pesquisador Helio de Queiroz Boudet Fernandes, vinculado ao Museu de Biologia Professor Mello Leitão Santa Teresa, localizado no interior do estado Espírito Santo. A planta foi descrita pela primeira vez na revista científica Acta Botanica Brasilica, revista vinculada ao Sociedade Botânica do Brasil (SBB).
Originária do Brasil, na descrição de Hélio Fernandes, sua primeira descrição foi realizada no município de Santa Teresa.

## Características
Podem chegar a possuir a altura de vinte metros, possuindo variações entre cinco e quinze metros. Suas folhas variam entre oito e nove metros com manchas dispersas amareladas e um diâmetro do caule com de cinco a oito centímetros.